# پلوماس لیک (کالیفرنیا)
پلوماس لیک (به انگلیسی: Plumas Lake) یک منطقهٔ مسکونی در ایالات متحده آمریکا است که در شهرستان یوبا، کالیفرنیا واقع شده‌است. پلوماس لیک ۲۱٫۷۱۰ کیلومتر مربع مساحت و ۵٬۸۵۳ نفر جمعیت دارد و ۱۴ متر بالاتر از سطح دریا واقع شده‌است.